# Perth and Kinross
Perth and Kinross (gaelică scoțiană Peairt agus Ceann Rois) este una dintre cele 32 subdiviziuni ale Scoției. 

## Localități
| - Aberargie - Aberfeldy - Alyth - Auchterarder - Blairgowrie - Bridge of Balgie - Comrie - Coupar Angus - Crieff - Dunkeld | - Glenshee - Kenmore - Killiecrankie - Kinross - Perth - Pitlochry - Rattray - Spittal of Glenshee |

1. ↑   https://ons.maps.arcgis.com/home/item.html?id=a79de233ad254a6d9f76298e666abb2b Lipsește sau este vid: |title= (ajutor)